# Chambers of Shaolin
Chambers of Shaolin ist ein 1989 für den C64, Amiga und Atari ST erschienenes Computerspiel.
Herausgebracht wurde es von Grandslam, entwickelt vom deutschen Softwarehaus Thalion Software. Es handelt sich um ein Beat ’em up für ein bis zwei Spieler.
Die Besonderheit dieses Spieles ist, dass man vor den eigentlichen Kämpfen und den verschiedenen Stages erst einige Shaolin-Prüfungen bestehen muss. Hierbei handelt es sich meist um Geschicklichkeitseinlagen. Je besser man bei diesen abschneidet, desto besser ist der eigene Kämpfer später im Spiel.
Die Grafik des Spieles stammt von Monika Krawinkel, Erik Simon, Günter Schmitz und Holger Flöttmann, die Musik von Jochen Hippel. Die Programmierung übernahm Marc Rosocha. Die C64-Version wurde von Matthias Sykosch gemeinsam mit Günter Schmitz entwickelt.